# Actorthia kerzhneri
Actorthia kerzhneri är en tvåvingeart som beskrevs av Zaitzev 1975. Actorthia kerzhneri ingår i släktet Actorthia och familjen stilettflugor.
Artens utbredningsområde är Mongoliet. Inga underarter finns listade i Catalogue of Life.